# Édouard Chimot
Edouard Chimot (Lilla, 26 novembre 1880 – Parigi, 7 giugno 1959) è stato un editore e artista francese, conosciuto in Italia come progettista di Villa Lysis a Capri. La sua fama raggiunse l'apice nel 1920, grazie alle sue produzioni di grafiche e stampe per libri d'arte, di pregevole qualità estetica. Occupa un posto di rilievo nella vita culturale francese del periodo.

## Biografia

### Gli inizi della carriera
Nacque a Lilla, studiò dapprima sotto l'ala di Pharaon de Winter alla Scuola di Belle Arti della sua città natale (École des beaux-arts de Lille), in seguito da Jean-Baptiste Levert e Alexis Mossa presso la Scuola delle Arti Decorative di Nizza (École des arts décoratifs de Nice). Avviò più avanti la sua carriera, esponendo alcuni suoi lavori per la prima volta nel 1912, all'età di 32 anni, e dopo un'ulteriore pausa durata qualche anno, verso l'inizio della Grande Guerra, Chimot arrivato sui 39 anni incominciò la sua interazione nel mondo dell'arte della capitale.
Il ritardo accumulato da Chimot sembra dovuto al fatto della sua formazione come architetto - l'unica prova di ciò è un articolo su internet dalle guide Fodor's di New York, che lo accredita dal 1903 sull'isola caprese per la realizzazione della villa liberty commissionatagli dall'amico barone Jacques d'Adelswärd-Fersen.
Quando si trasferì a Parigi si mantenne svolgendo varie occupazioni, continuando ad esercitarsi nel disegno durante le ore notturne. Acquistò anche un torchio calcografico e si applicò nelle tecniche incisive, nel suo tempo libero.
Negli anni precedenti lo scoppio del primo conflitto bellico apri un atelier a Montmartre, attratto dalle «jeunes et jolies femmes», che le fungevano da modelle. La sua prima mostra fu un successo, e gli valse una commessa come illustratore de Les Après-midi de Montmartre di René Baudu, lavori che ispirarono André Warnod ad esprimersi sulle sue «petites filles perdus» (tradotto "fanciulle perdute").

### Un nuovo inizio
Dopo la guerra, Chimot affittò la bottega di Renoir sul viale di Rochechouart. Alle incisioni per Les Après-midi de Montmartre, che furono pubblicate in passato, seguirono quelle di La Montée aux enfers e Les Soirs d'opium di Maurice Magre, Le Fou di Aurele Partorni, L'Enfer di Henri Barbusse, La Petite Jeanne pâle di Jean de Tinan e Mouki le Delaissé per André Cuel, tutti illustrati con incisioni originali tra il 1920 e il 1922.
Nel 1921 tentò la fondazione di una rivista La Roseraie : Revue des Arts et des Lettres, ma non ebbe successo.

#### Devambez
Nonostante quest'esperienza negativa, Chimot fu assunto come direttore artistico dalle Éditions d’Art Devambez. Tra il 1923 e il 1931, dal suo atelier in via Ampère, supervisionò la produzione di una straordinaria varietà di libri illustrati da artisti, tra i quali: Pierre Brissaud, Edgar Chahine, Alméry Lobel-Riche, e Tsuguharu Foujita, e si riservò la possibilità di illustrare alcuni testi di sua scelta, tra i quali Le canzoni di Bilitis di Pierre Louÿs (1925), Les Belles de nuit di Maurice Magre (1927), e Parallèlement di Paul Verlaine (1931).
Il decennio cruciale per la sua professionalità fu il tempo intercorso tra la fine della prima guerra mondiale e il crollo di Wall Street. Fu durante quest'epoca di frivolezze ed eccessi che Édouard Chimot organizzò le sue più celebri immagini. Era contemporaneamente tra i nomi più importanti della Devambez e direttore dell'Éditions de La Roseraie, perseguendo comunque la sua propria attività artistica.
Negli anni venti, Édouard Chimot partecipò alla realizzazione di due film: L'Ornière (1924, anche conosciuto con i titoli di Micheline Horn e di Sur le Chemin de Vrai) e Survivre (non datato). 
Nel 1936 illustra alcuni dei componimenti dei "Fleurs du Mal" di Baudelaire